# Chiyomatsu Ishikawa

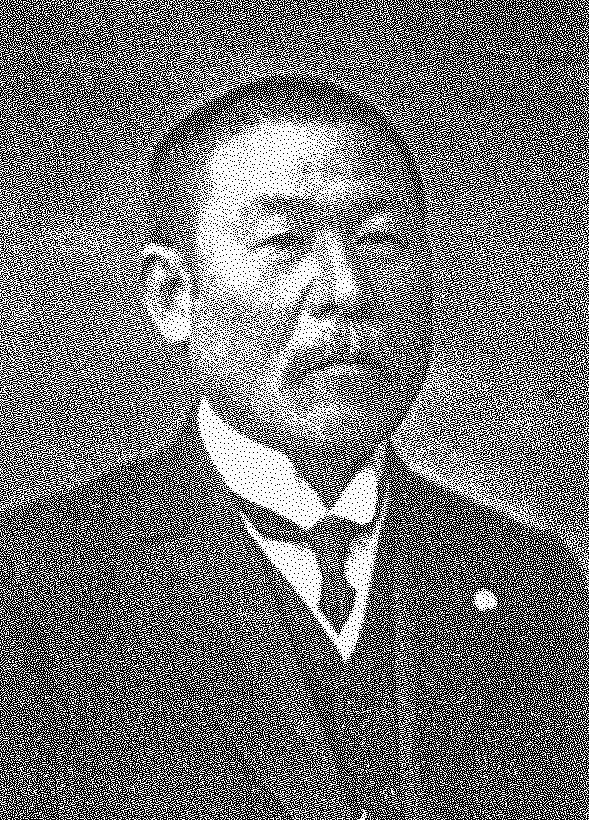
Chiyomatsu Ishikawa

Chiyomatsu Ishikawa (jap. 石川千代松 Ishikawa Chiyomatsu; ur. w 1861, zm. w 1935) – japoński zoolog, ewolucjonista i ichtiolog działający w Stacji Zoologicznej w Neapolu, począwszy od 1887 roku. Był odpowiedzialny za propagowanie Darwinowskich idei ewolucjonizmu w Japonii. Po ukończeniu Uniwersytetu Tokio studiował w Niemczech u Augusta Weismanna. Był też 5. dyrektorem Dokkyo Middle School w Tokio. Zmarł w 1935 roku i jest pochowany na cmentarzu Yanaka.